# Syrien i olympiska sommarspelen 2004
Syrien i olympiska sommarspelen 2004 bestod av 6 idrottare som blivit uttagna av Syriens olympiska kommitté.

## Boxning
Tungvikt
- Naser Al Shami
  - Åttondelsfinal: Besegrade Emmanuel Izonritei från Nigeria (30 - 17)
  - Kvartsfinal: Besegrade Vüqar Äläkbärov från Azerbajdzjan (Diskvalificerad; från 4, 1:40)
  - Semifinal: Förlorade mot Odlanier Solis Fonte från Kuba (Outscored; omgång 3, 1:29) (bronsmedalj)

## Friidrott
Herrarnas tresteg
- Mohammad Hazzory
  - Kval: 16.37 m (13:e i grupp B, gick inte vidare, 25:a totalt)

Damernas 5 000 meter
- Zainab Bakkour
  - Omgång 1: 17:18.66 (18:e i heat 1, gick inte vidare, 39:a totalt)

## Judo
Herrarnas halv tungvikt (-100 kg)
- Yhya Hasaba
  - Sextondelsfinal: Bye
  - Åttondelsfinal: Förlorade mot Rhadi Ferguson från USA (Sukui-nage; ippon 5:00)